# Космос-838
Космос-838 је један од преко 2400 совјетских вјештачких сателита лансираних у оквиру програма Космос.
Космос-838 је лансиран са космодрома Тјуратам, Бајконур, СССР, 2. јула 1976. Ракета-носач је поставила сателит у орбиту око планете Земље. 